# Krajobraz miękki
Krajobraz miękki – pojęcie stosowane w architekturze krajobrazu. Oznacza krajobraz, w którym przeważają krzywe miękkie, łagodne. Jest to zazwyczaj krajobraz naturalny albo naturalistyczny, o dużych walorach estetycznych.